# キルション (ミサイル)
キルション (Kilshon)は、イスラエルで1970年代に開発された自走式ミサイルランチャーである。
旧式化したスーパーシャーマンの車体にテキサス・インスツルメンツ製のAGM-45 シュライク 対レーダーミサイルを搭載した車両で、1973年の第四次中東戦争の戦訓に基づいて開発され、1982年のガリラヤの平和作戦で運用された。
名称の"キルション"は、ヘブライ語で"トライデント" (三叉槍)を意味する語である。また、"Kachlilit"あるいは"Chachlilit"の呼称でも知られる。

## 概要
1973年の第四次中東戦争の緒戦において、イスラエル空軍はシリア軍、エジプト軍に配備されたソ連製の地対空ミサイルシステムにより多数の航空機を失った。その後イスラエル空軍はアメリカからAGM-45 シュライクの供与を受け、これらに対抗した。ただし、AGM-45はF-4Eに搭載して空中から発射する必要があり、更に射程が不十分なため敵の地対空ミサイルサイトにある程度接近する必要があるので、発射する航空機自身は被弾の危険にさらされる可能性を有していた。
この問題に対し、イスラエル空軍総司令官ダヴィド・イヴリーの主導によってAGM-45を地上から発射する車両の開発が進められ、キルションが完成した。キルションは砲塔を取り外したスーパーシャーマンの車体にミサイル発射機を搭載した形態となっており、発射機の回転軸は元の砲塔と同じ位置にあった。また、AGM-45には地上からの飛翔を可能にし、更に射程を延伸するために、AGM-45本体よりもやや大きいサイズのロケットブースターが取り付けられていた。
キルションの総生産数は不明であるが、キルション各5両を装備する2個中隊を擁する第153大隊が編成された、とされており最低でも10両以上は生産されていると見られる。改造に使用されたシャーマンの車台は、現存する車両の写真ではM4A1車体とM4ハイブリッド車体が確認できることから、特に限定はされていなかったと考えられる。
また、イスラエル軍はアメリカ軍からより新しいAGM-78 スタンダード 対レーダーミサイルのイスラエル向けの廉価版である"パープル・パンチ" (Purple Punch、ヘブライ語ではEgrof Segoal)の導入を開始し、これの地上発射式車両としてケーレスの開発をジェネラル・ダイナミクスに依頼したが、こちらの車台はシャーマンの退役が始まっていたことから、M809 5tトラックに変更されている。本車も生産数は不明であるが、キルションと同じ第153大隊に配備された。
1982年のガリラヤの平和作戦 (レバノン侵攻)の際、北部のベッカー高原に展開していたシリア軍の地対空ミサイルサイトへの攻撃作戦であるモール・クリケット19作戦にキルションおよびケーレスを擁する第153大隊が実戦投入され、戦果を挙げたとされる。
キルションは1980年代に、ケーレスは1990年代後期に退役した。第153大隊は編成当初はパルマヒム空軍基地を拠点とし、後にラマト・ダヴィド空軍基地に移動したが、ケーレスの退役に伴い解散した。現在は、レーダー波を探知し発射源に突入して自爆攻撃を行う無人航空機、IAI ハーピーがキルションやケーレスの任務を担っている。
残存するキルションの実車はイスラエル南部地区のハツェリム空軍基地に併設されているイスラエル空軍博物館に展示されている。

## 画像

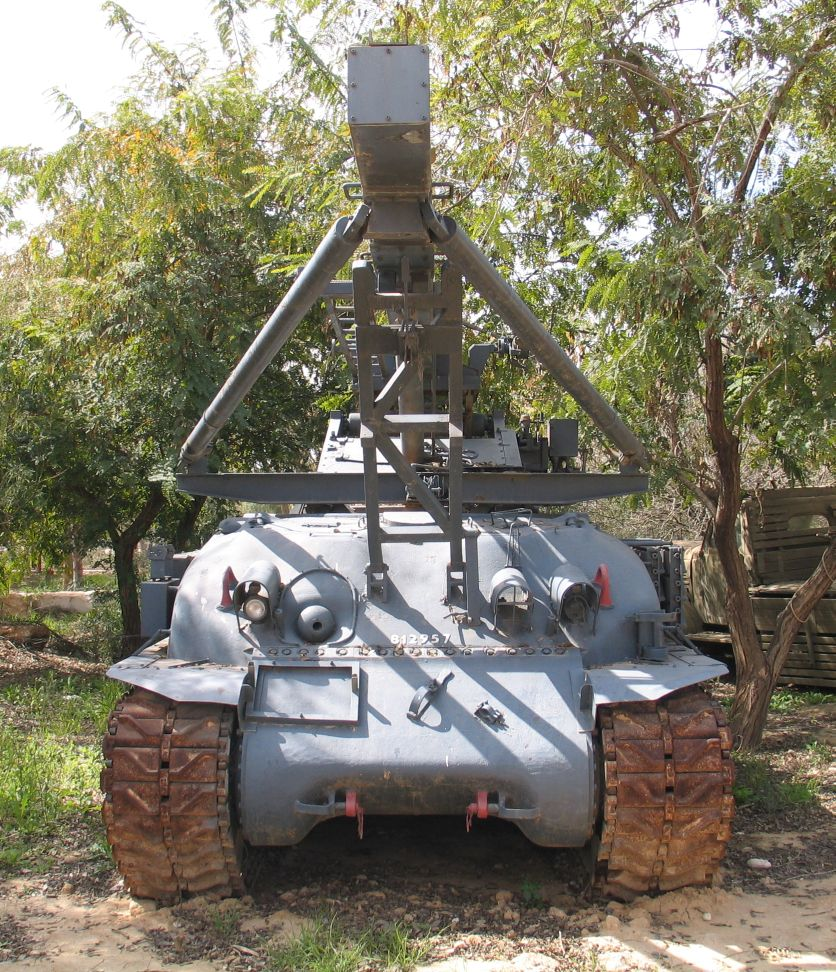
車体前方部。車載機銃架は残されている。
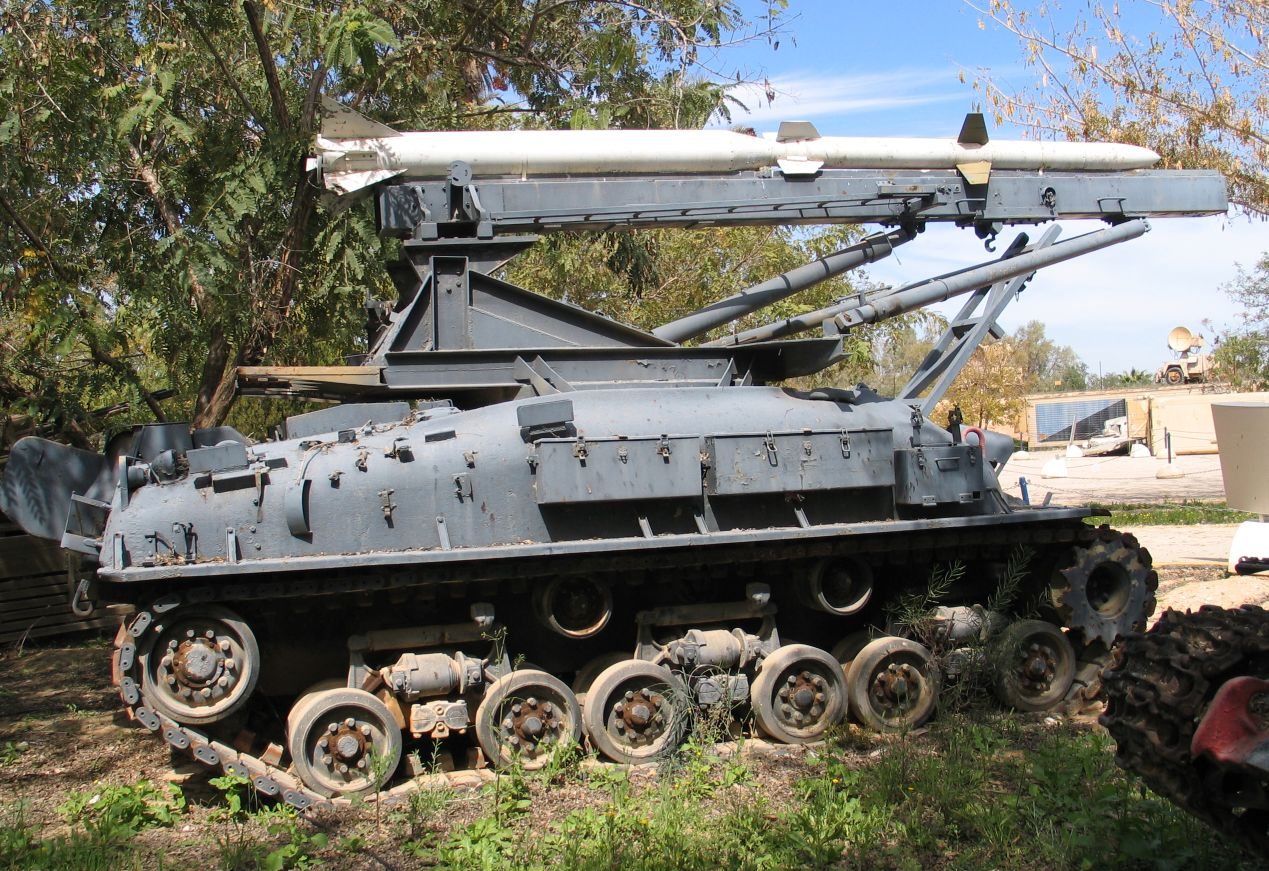
車体側面。車体そのものは通常のスーパーシャーマンからほとんど変化は見られない。
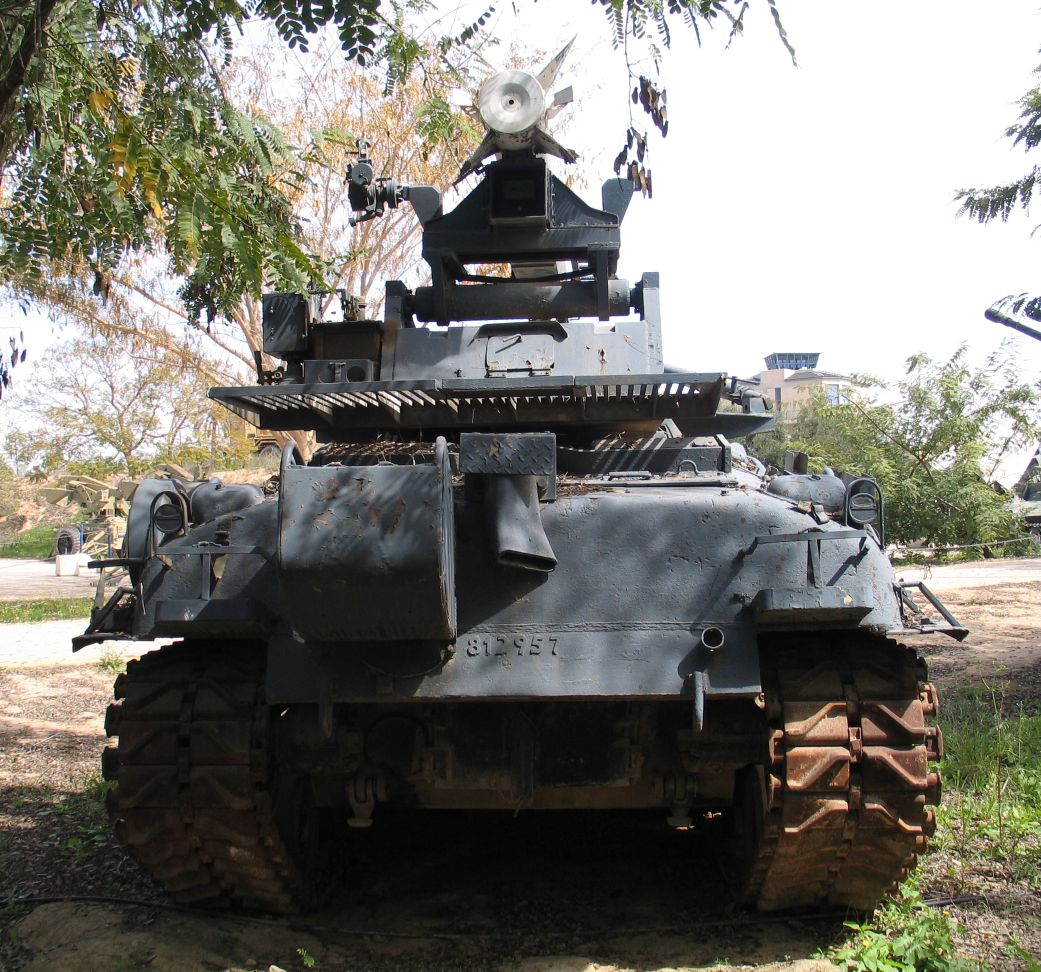
車体後面。エンジン排気管が後部まで延長されている。
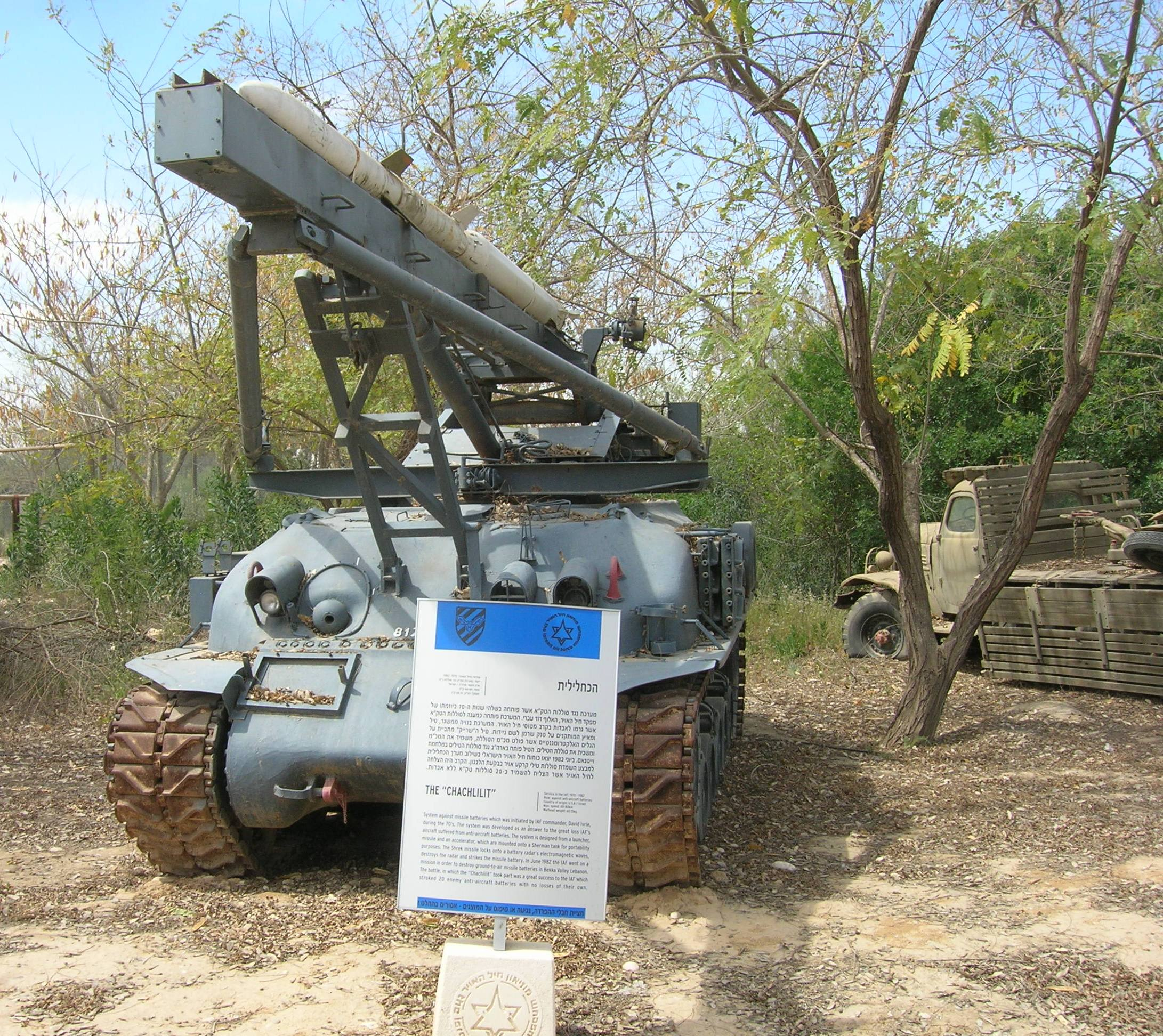
解説プレートには開発史や運用について書かれている。